# Distretto di Taboga
Il distretto di Taboga è un distretto di Panama nella provincia di Panama con 1.119 abitanti al censimento 2010

## Geografia antropica

### Suddivisioni amministrative
Il distretto è suddiviso in tre comuni (corregimientos):
- Taboga
- Otoque Occidente
- Otoque Oriente